# Fonte da juventude

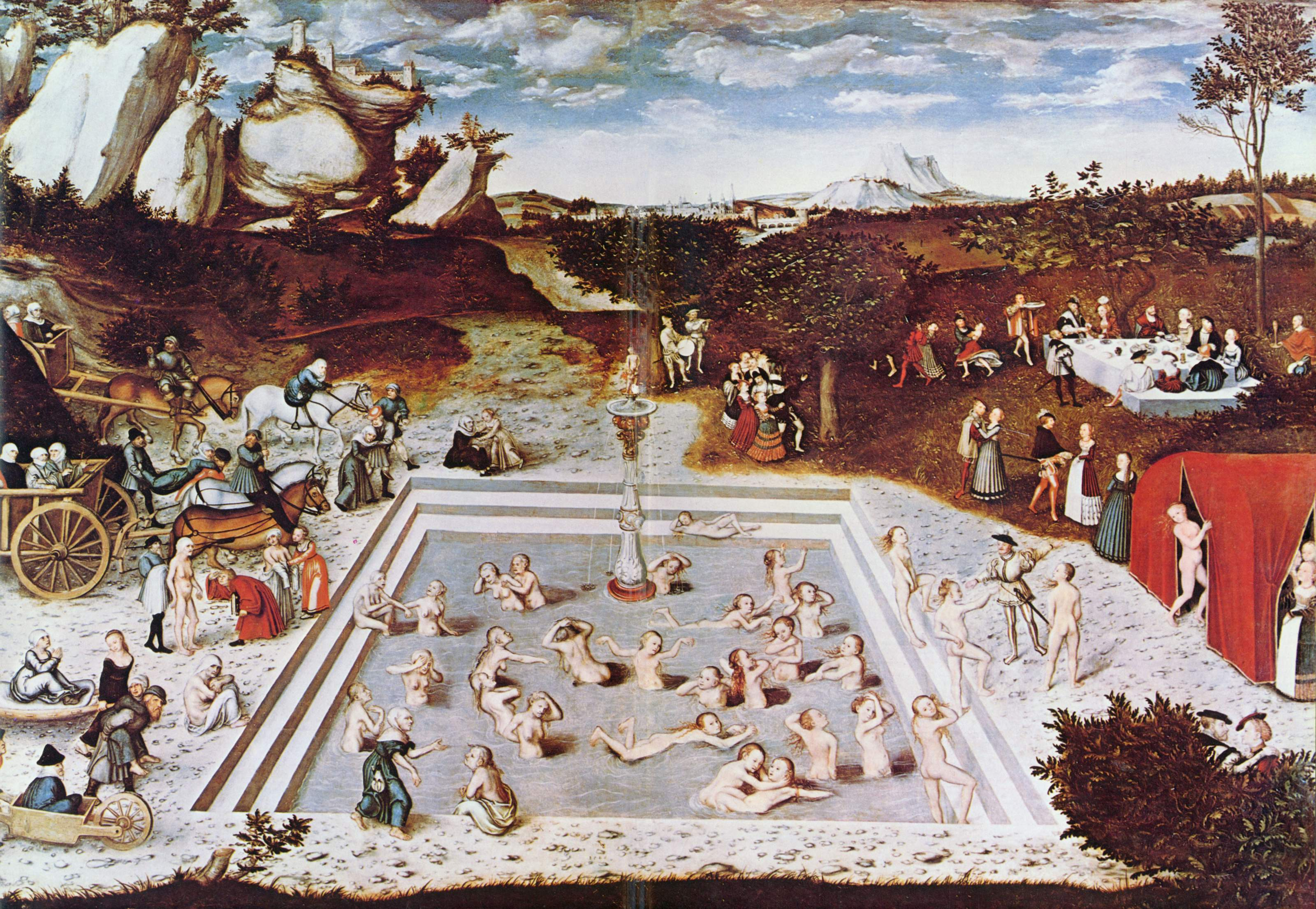
A Fonte da juventude, de Lucas Cranach, o Velho.

Fonte da Juventude é uma fonte que, segundo diversas lendas, possui águas capazes de rejuvenescer a quem bebesse destas. A origem deste mito é incerta, sendo que uma versão deste mito pode ser encontrada nos escritos de Heródoto.

## Expedições
Ao longo da história, diversos exploradores buscaram fontes da juventude, de acordo com suas próprias crenças em relatos que conheciam.
- Em 1493, Pedro Mártir de Anghiera sai da Espanha rumo à América, acompanhando Cristóvão Colombo em sua segunda expedição - financiada pelos reis Fernando e Isabel. Desembarca na ilha de Hispaniola (atual ilha de São Domingos), colonizando o território.
- De acordo com a Historia General y Natural de las Indias de Gonzalo Fernández de Oviedo, em 1512 Ponce de Léon terá organizado uma expedição em busca da fonte da juventude, que teria sido informado pelos nativos de se encontrar a norte de Cuba, em uma ilha chamada Bimini.[1] Ponce de León não encontraria a fonte, mas chegaria a uma costa a que chamaria de "La Florida" - que significa "A Florida", região atualmente conhecida como Flórida, sendo o primeiro europeu a chegar à região. No entanto, não existe qualquer menção de uma fonte da juventude nos relatos de Ponce de Léon,[2] sendo este aspeto da expedição de Ponce de Léon atualmente considerado apócrifo.[1]